# خط ویژه اتوبوس
خط ویژهٔ اتوبوس به مسیرهایی در معابر و خیابان‌های شهرها اشاره دارد که مختص عبور اتوبوس‌های عمومی مربوط به ناوگان شهری است. اتوبوس شهری وابسته به شهرداری یا سازمان‌های مجاز، می‌توانند یا لازم است از خط ویژه عبور کنند. ممکن است اجازهٔ عبور وسایل نقلیهٔ دیگری مانند خودروی پلیس، آمبولانس و دوچرخه نیز از خط ویژه داده شود. خط ویژهٔ اتوبوسرانی، زیرساخت اصلی و لازم برای ایجاد سامانهٔ اتوبوس تندرو است.

## خطوط ویژه در ایران
بسیاری از شهرهای متوسط و بزرگ ایران دارای مسیرهای اختصاصی برای اتوبوس هستند. شهر تهران دارای ۱۵۸ کیلومتر مسیر ویژهٔ اتوبوس‌های تندرو است. 